# Capela Sturdza
Capela Sturdza este un lăcaș de cult ortodox român din Baden-Baden. Lăcașul a fost construit în a doua jumătate a secolului al XIX-lea după planurile arhitectului Leo von Klenze în stil neoclasic. Ctitorul edificiului a fost principele Mihail Sturdza. 